# Бриконвил
Бриконвил (фр. Briconville) насеље је и општина у централној Француској у региону Центар (регион), у департману Ер и Лоар која припада префектури Шартр.
По подацима из 2011. године у општини је живело 129 становника, а густина насељености је износила 20,61 становника/km². Општина се простире на површини од 6,26 km². Налази се на средњој надморској висини од 179 метара (максималној 195 m, а минималној 162 m).

## Демографија
| 1962. | 1968. | 1975. | 1982. | 1990. | 1999. | 2011. |
| ----- | ----- | ----- | ----- | ----- | ----- | ----- |
| 29    | 44    | 50    | 78    | 93    | 112   | 129   |

График промене броја становника у току последњих година